# 匯立銀行
匯立銀行（英語：WeLab Bank）是香港第三家成立的虛擬銀行（又稱數字銀行），成立於2018年8月21日，並於2020年7月30日開業，母公司為WeLab Group。

## 歷史

### 籌備（2018–2020）
香港金融管理局由2018年開始接受申請虛擬銀行牌照，首個截止日期是2018年8月31日。
為響應這個倡議，WeLab在2018年8月21日成立WeLab Digital Limited，並在第一個截止日期前遞交申請。龍沛智先生在2018年12月完成受委監督申請程序。WeLab Digital Limited在2019年9月16日正式改名為WeLab Bank Limited。
2019年4月10日，WeLab銀行成為香港第四間獲得虛擬銀行牌照的銀行，為第一間投得牌照的本土創業公司。 當日，匯立銀行宣布時任WeLab高級顧問Ceajer Chan擔任董事長。WeLab銀行宣佈在一年後2020年4月28號開始啟動試點試驗，將會有2,000名用戶（由工作人員及親友以及正式的候補名單之中選擇出來）。

### 創立（2020）
試驗開始三個月後，匯立銀行在2020年7月30日正式向公眾開放。
匯立銀行是香港第三間虛擬銀行，在推出後十天已經有一萬多個帳戶。
發展（2020-）
2021年12月，匯立銀行母企WeLab 宣佈收購雅加達服務銀行 (Jasa Jakarta，BJJ)，並成立該集團的第二間數字銀行 Bank Saqu ，於2023年11月投入服務。
2022年， 獲香港證監會頒發的第1類（證券交易）牌照及第4類（就證券提供意見）牌照，成為全港首間獲發牌推出智能理財顧問服務的虛擬銀行，並為亞洲首間數字銀行推出財富管理及智能理財顧問服務。
2024年3月，WeLab Bank 進行重組，將原母企持有之持牌放債人公司WeLend 併入旗下，成為銀行子公司，並獲監管機構批准，於同年6月完成合併。  同年12月，首次實現收支平衡，為香港第二間單月實現淨收入之數字銀行。

## 產品範圍
匯立銀行目前為個人客戶提供存款服務（儲蓄帳戶及定期存款）。

## 領導人
- 主席：陳家強教授（由2019年4月開始）[18]
- 執行董事：李家達先生（由2021年1月開始）[19]

### 前任執行董事名單
1. 龍沛智先生（2018–2019）[20]
2. 謝學海先生（2020–2021）[21]

## 外部連結
- WeLab Bank （页面存档备份，存于）